# David Toganivalu
Ratu David Brown Toganivalu, né le 20 mai 1934 et mort en 1988, est un chef autochtone et homme politique fidjien.

## Biographie
Il est l'un des dix enfants de Ratu George Toganivalu, le Roko Tui (chef suprême coutumier) de la province de Ba, et d'Adi Alisi Toganivalu, connu pour son activisme en faveur de l'accès des filles autochtones à l'éducation,. Détenteur d'une licence de Trinity College de l'université de Cambridge, il travaille dans le domaine de la comptabilité pour une entreprise aux Fidji, puis dans l'administration coloniale, les Fidji étant alors une colonie de l'Empire britannique,.
Membre fondateur en 1965 du parti de l'Alliance, il y est le secrétaire inaugural de l'Association fidjienne, la branche autochtone et principale de ce parti multi-ethnique. Élu au Conseil législatif colonial aux élections de 1966, il est nommé secrétaire parlementaire auprès de Ratu Penaia Ganilau, le ministre des Affaires autochtones,. En septembre 1967 la colonie acquiert un gouvernement responsable, et David Toganivalu est nommé ministre assistant chargé des communications, des travaux publics et du tourisme.
Les Fidji deviennent un État indépendant en 1970 et, élu en 1972 à la nouvelle Chambre des représentants, Ratu David Toganivalu est intégré en 1973 au gouvernement du Premier ministre Ratu Sir Kamisese Mara comme ministre sans portefeuille. De 1975 à 1976 il est le ministre de l'Information, avant d'être nommé en 1976 ministre du Travail et des Relations sociales ainsi que de l'Immigration, fonctions qu'il conserve après les élections de 1977. Durant ces années il siège au gouvernement au côté de ses frères aînés William et Joshua, eux aussi ministres,. En 1979 il introduit avec succès un amendement à un projet de loi pénale, et fait abolir la peine de mort. En 1980, invité en tant que ministre du Travail à une conférence internationale d'associations syndicales d'Australie, de Nouvelle-Zélande, des Fidji, du Japon, de Nouvelle-Calédonie, du Vanuatu, de Hawaï, de Guam et des Kiribati à Nadi, il soutient la position des syndicats en faveur d'une dénucléarisation de l'océan Pacifique. En janvier 1981, à l'occasion d'un remaniement ministériel, il cède le ministère du Travail à Tomasi Vakatora et succède à Mohammed Ramzan comme ministre du Commerce et des Industries.
Après les élections de 1982, il devient le ministre de la Planification économique et du Développement. En février 1984, Ratu Kamisese Mara nomme Ratu David Toganivalu vice-Premier ministre, et conjointement ministre des Affaires autochtones. Dans le même temps, le Premier ministre Mara limoge le frère aîné de celui-ci, le ministre de l'Intérieur Ratu William Toganivalu, perçu comme un rival pour la direction du gouvernement. Ratu David perd son siège de député aux élections de 1987, battu dans sa circonscription par le travailliste Tupeni Baba, et annonce à l'âge de 53 ans sa retraite de la vie politique. Considéré comme la principale figure de l'aile modérée du parti de l'Alliance, il désapprouve le coup d'État militaire mené par des suprémacistes autochtones le mois suivant, et se rend début août auprès du gouverneur général Ratu Sir Penaia Ganilau, accompagné notamment de son frère William et du grand chef Ratu Joni Madraiwiwi, pour lui recommander la mise en place d'un gouvernement d’union nationale apte à apaiser les tensions interethniques. Le gouverneur général tente de mettre cette idée en application, mais est empêché par un second coup d'État. Ratu David Toganivalu meurt l'année suivante.